# جوزپه ماسکارا
جوزپه ماسکارا (به ایتالیایی: Giuseppe Mascara) بازیکن فوتبال اهل ایتالیا است که از سال ۲۰۰۹ میلادی عضو تیم ملی فوتبال ایتالیا بوده و در ۱ بازی ملی حضور داشته‌است. او در بازی‌های ملی‌اش گلی به ثمر نرساند.